# Grobnica Miana Ghulam Kalhoroja
Grobnica Mian Šah Ghulam Kalhoroja je versko svetišče v mestu Hiderabad, Sind, Pakistan. To je pokopališče Mian Ghulam Šaha Kalhoroja, ki je umrl leta 1772 in naj bi bil ustanovitelj mesta Hiderabad v Pakistanu, pa tudi druga najpomembnejša osebnost v Sindu po Šahu Abdulu Latifu Bhittaiju. Je najstarejša stavba v Hiderabadu.

## Opis
Mavzolej v Kalhoru je širok 17 m in visok 11 m. Svetišče je zgrajeno znotraj trdnjave pravokotne oblike. Notranjost grobnice je čudovit primer sindške umetnosti, ki je okrašena s pozlato, okni v obliki loka in ploščicami. Okna v obliki loka so zapolnjena z rešetkami iz terakote geometrijskih vzorcev.

## Vzdrževanje
Obzidan prostor grobnice so postopoma zapolnili grobovi drugih ljudi in ga spremenili v pokopališče. Od leta 2011 je za njegovo ohranitev odgovorna vlada province Sind.
Kupolasta streha grobnice je padla v začetku 20. stoletja in jo je nadomestila ravna streha.

## Galerija
- Pogled od spredaj na grobnico pred obnovo
- Stranski pogled na grobnico pred obnovo
- Notranjost grobnice pred obnovo
- Streha grobnice pred obnovo
- Notranjost grobnice